# Gregor Gog
Gregor Ambrosius Gog (* 7. November 1891 in Schwerin an der Warthe; † 7. Oktober 1945 in Taschkent, Usbekische SSR, UdSSR) war 1927 Gründer der Bruderschaft der Vagabunden. Während der Weimarer Republik war er landesweit als der „König der Vagabunden“ bekannt.

## Leben
Gregor Gog war das älteste von drei Kindern, sein Vater arbeitete als Zimmermann, seine Mutter war eine Magd. Entgegen den Hoffnungen seiner Eltern schlug er nicht die Beamtenlaufbahn ein, er wurde auch nicht Pfarrer, wie es seine Mutter gerne gesehen hätte.
Gog heuerte mit 19 Jahren als Matrose auf einem Segelschiff an und trat freiwillig in die Kaiserliche Marine ein. Durch einen Trick gelang es ihm, auf die Liste für das Auslandsgeschwader zu kommen. Zwar entsprach das Soldatenleben nicht seinem Freiheitsdenken, aber es ermöglichte ihm, in die Welt hinauszukommen. Seinen Dienst quittierte er, als es 1912 vor China zu einer Meuterei kam.
1913 arbeitete Gog als Gärtner in Pforzheim. Nach Beginn des Ersten Weltkrieges musste er seine Tätigkeit unterbrechen, weil er zum Kriegsdienst eingezogen wurde. Ohne Kriegsbegeisterung und mit viel Widerspruchsgeist diente er in der Marine auf dem Tender Fuchs. Zweimal stand er wegen Meuterei und Verbreitung antimilitaristischer Propaganda vor dem Militärgericht, dreimal wurde er in eine Irrenanstalt eingewiesen. Unter widrigsten Bedingungen saß er seine Strafen ab, dabei zog er sich ein chronisches Nierenleiden zu. Er wurde nach Wilhelmshaven versetzt und diente dort als Gärtner der ersten Marinedivision. Während dieser Zeit lernte er den Schriftsteller Theodor Plievier kennen.
1917 wurde Gog als „dauernd kriegsuntauglich“ aus der Marine entlassen. Anschließend arbeitete er als Gärtner erst in Pforzheim, dann in München. Während der Revolutionsjahre ging er Gelegenheitsarbeiten nach, er arbeitete in Stuttgart und zog nach Urach. Hier lebte Gog zusammen mit Theodor Plievier und Karl Raichle in der „Kommune am Grünen Weg“. Er geriet unter den Einfluss des Dichterpropheten Gusto Gräser vom Monte Verità, der ihn und seine Kameraden zur Wanderschaft ermutigte. Er kam in Kontakt mit den zu Gräser nahestehenden lebensreformerischen Siedlern vom Vogelhof bei Ehingen und zur christrevolutionären Bewegung um Karl Strünckmann und Alfred Daniel. Gog sprach auf politischen Versammlungen und betätigte sich als Autor. Außerdem lernte er Erna Klein kennen. Sie heirateten, im Dezember 1919 wurde ihr Sohn Gregor jr. geboren. Als die Ehe zerbrach, zog Anni Geiger, die Gregor Gog 1923 kennengelernt hatte, den Jungen auf. Erna Klein wurde wegen ihrer jüdischen Abstammung später im KZ Auschwitz ermordet. Gregor Gog und Anni Geiger heirateten 1924 und arbeiteten als Erzieher in Thüringen. Nach der Rückkehr nach Stuttgart schrieb Gog für die Zeitschriften Anarchist, Der Syndikalist und Besinnung und Aufbruch. Im Verlag des „Bundes der Brüder“ erschien 1926 seine Aphorismensammlung Von unterwegs. Tagebuchblätter des verlorenen Sohnes und 1928 im Verlag der Vagabunden das Vorspiel zu einer Philosophie der Landstraße. Aus den Notizen eines Vagabunden.
1927 rief Gregor Gog die „Bruderschaft der Vagabunden“ ins Leben, deren Schutzpatron Till Eulenspiegel war. Im selben Jahr wurde Gog Herausgeber und Chefredakteur der ersten Straßenzeitung Europas: Der Kunde. Im April 1928 fand in Stuttgart der erste öffentliche Vagabundenabend statt, hier begann die intensive Zusammenarbeit mit dem Malervagabunden Hans Tombrock. Zusammen mit den Malern Hans Bönnighausen und Gerhart Bettermann gründeten sie die „Künstlergruppe der Bruderschaft der Vagabunden“. Die Idee von einem ersten internationalen Vagabundenkongress kam auf und wurde Pfingsten 1929 verwirklicht. Trotz massiver Polizeisperren fanden sich auf dem Stuttgarter Killesberg rund 600 Teilnehmer ein. Erich Mühsam, Maxim Gorki, Knut Hamsun und Sinclair Lewis schickten Grußbotschaften. Unter den Kongressrednern waren Gusto Gräser, Alfons Paquet und Willi Hammelrath. Gog gab in seiner berühmten Eröffnungsrede die Parole „Generalstreik das Leben lang“ aus.
1929 wurde gegen ihn eine Strafe wegen Gotteslästerung verhängt, die er nicht zahlen konnte. Gog verließ Stuttgart und ging nach Berlin, wo er im Juni 1930 der Uraufführung des Films „Vagabund“ beiwohnte: Gog hatte an dem Stummfilm des österreichischen Regisseurs Fritz Weiß als Darsteller und auch als Berater mitgewirkt. Anschließend reiste Gog in die Sowjetunion. Der Aufenthalt in der Sowjetunion veränderte ihn schlagartig: Aus dem Anarchisten der Landstraße wurde binnen kurzer Zeit ein Vertreter kommunistischer Ansichten. Auch die Zeitschrift Der Kunde veränderte ihr Gesicht. Gog führte sie nach seiner Rückkehr aus der Sowjetunion als Der Vagabund weiter. 1930 trat Gog der KPD bei und wandte sich der revolutionären Arbeiterschaft zu. Er verfolgte nunmehr das Ziel, „die Vagabunden in eine Reservearmee des Proletariats zu verwandeln.“ Etliche anarchistisch gesinnte Vagabunden wandten sich daraufhin von Gog und seiner Bruderschaft ab.
Als die Nazis im Januar 1933 an die Macht gekommen waren, befanden sich schätzungsweise eine halbe Million Vagabunden auf den Landstraßen Deutschlands. Im September 1933 fand eine landesweite »Bettlerrazzia« statt: Polizei, SA und SS verhafteten tausende Vagabunden und inhaftierten sie in den neu errichteten Konzentrationslagern. Zwischen 1936 und 1938 wurden Vagabunden als „asoziale Volksschädlinge“ verfolgt, gefoltert und ermordet. Bereits im April 1933 wurden Gregor Gog und seine Frau Anni Geiger-Gog von der Gestapo verhaftet und getrennt voneinander in den KZs Heuberg und Gotteszell inhaftiert.
Gregor Gog litt an einer Wirbelsäulentuberkulose, eine Behandlung wurde ihm verwehrt. Kurz nach seiner Verhaftung war er bereits fast vollständig gelähmt. Die genauen Umstände von Gogs Flucht aus dem KZ und aus Nazi-Deutschland sind bis heute nicht ganz geklärt. Mit Hilfe des Allensbacher Malers Otto Marquard floh Gog an Heiligabend 1933 über den größtenteils zugefrorenen Bodensee in die Schweiz. Anni Geiger-Gog wurde freigelassen, 1934 wurde die Ehe in Abwesenheit von Gregor Gog geschieden. Wegen seiner politischen Ansichten musste Gog 1934 die Schweiz verlassen, Johannes R. Becher half ihm, ein Einreisevisum in die Sowjetunion zu bekommen. Gog arbeitete als Erzieher in Odessa, schrieb Reportagen, Aufsätze und Porträts, arbeitete für die deutsche Sektion von Radio Moskau und erhielt eine Rolle in Gustav von Wangenheims Dimitrow-Film Kämpfer. Ab 1939 lebte er mit Gabriele Haenisch (später Gabriele Stammberger) zusammen.
Am 16. Oktober 1941 wurde Moskau zwangsevakuiert: Gog und seine Familie flohen vor den deutschen Truppen nach Ferghana in Usbekistan. Trotz schwerer Erkrankung wurde er zum Arbeitsdienst ins Kusnezker Kohlerevier gebracht. Er erkrankte an einer Lungenentzündung. Von ihr erholte er sich zwar, doch sein allgemein schlechter Gesundheitszustand besserte sich kaum. Ein gemeinsamer Sohn mit Gabriele Haenisch, Stefan (geb. 5. November 1940 in Moskau) starb am 16. Dezember 1941. Gog erhielt eine kleine monatliche Rente von der „Roten Hilfe“. Erich Weinert und Klara Blum, kommunistische Freunde, die in Moskau geblieben waren, halfen ihm, doch Gog war vom aktuellen politischen Leben fast völlig abgeschnitten.
Der NKWD-Major Borissenko beanspruchte das Zimmer, das Gog und seine Frau bei ihm bewohnten, für sich und sorgte dafür, dass die beiden zu einem Arbeitseinsatz nach Sibirien mobilisiert wurden. Zwar wurde der Transport aufgelöst, mit dem Gabriele Haenisch verschickt werden sollte, doch Gog kam in Sommerkleidung in das Kusnezker Kohlerevier. Er erlitt einen Rückfall seiner Wirbelsäulenerkrankung und musste ins Krankenhaus. Mit Hilfe Theodor Plieviers, der ebenfalls in die Sowjetunion emigriert war, versuchte Gog, nach Moskau zu gelangen. Nach Ende des Zweiten Weltkrieges wurde ihm die Übersiedlung gewährt. Er sollte Johannes R. Bechers Nachfolger als Leiter der Internationalen Literatur in Moskau werden. Doch die Reise war ihm wegen seines schlechten Gesundheitszustandes nicht mehr möglich. Am 22. September 1945 unternahm Gog, schwer erkrankt und von heftigen Schmerzen geplagt, einen Suizidversuch. Die Ärzte entdeckten und retteten ihn. Kurz darauf starb Gregor Gog am 7. Oktober 1945 in Taschkent und wurde auf dem dortigen Friedhof der Kommunisten bestattet.

## Film
- Im Jahr 1930 erschien der 49-minütige Stummfilm Vagabund, in dem Gregor Gog eine Nebenrolle spielt. Österreich 1930, Regie: Fritz Weiß, Verleih: Erdeka-Film GmbH (Berlin).

- Gog wirkte im ebenfalls Film Kämpfer aus dem Jahr 1936 mit.

## Graphic Novel
- Im Berliner avant-verlag, der auf Comics spezialisiert ist, erschien im Herbst 2019 die Graphic Novel Der König der Vagabunden, verfasst von Patrick Spät (Text und Szenario) und Bea Davies (Zeichnungen).[2] Die Graphic Novel ist zugleich die erste Biografie über das Leben Gregor Gogs.[3]

## Rezeption und Nachlass
- Die Stuttgarter Stiftung Geißstraße Sieben hat 2004 anlässlich des 75. Jahrestages des ersten Vagabundenkongresses Pfingsten 1929 ein Gregor-Gog-Gedenkblatt herausgegeben.
- Die Berliner Straßenzeitung motz betreibt neben ihrer Arbeit für Obdachlose auch ein „Antiquariat Gregor Gog“.
- Der Nachlass von Gregor Gog befindet sich heute im Archiv der Akademie der Künste in Berlin. Weitere Archivalien befinden sich im Archiv des Fritz-Hüser-Institut für Literatur und Kultur der Arbeitswelt in Dortmund.